# Jama Mokre noge
Jama Mokre noge je jama na predjelu Lađena na Biokovu koju su 2009. godine otkrili članovi SAK Ekstrem iz Makarske, Ante Kotarac i Kristijan Topić – Basto, spustivši se pri tome bez opreme pedesetak metara, koristeći se samo debljim granama koje su im bile na raspolaganju. 
Jama se kasnije istražuje u više navrata a speleolozi su se 2011. godine (od 3. do 9. kolovoza) uspjeli spustiti do dubine od 831 metar. Na dubini od 700 metara nalazi se impozantna dvorana dimenzije 200 x 80 metara.
U blizini jame nalazi se i manja jama duboka oko 25 metara u kojoj se nalazi jezero s pitkom vodom. Ime su joj dali po svojim mokrim nogama jer je tijekom prvih istraživanja vrijeme bilo kišovito.